# Chilgatherium
A Chilgatherium az emlősök (Mammalia) osztályának ormányosok (Proboscidea) rendjébe, ezen belül a fosszilis kapafogú őselefántok (Deinotheriidae) családjába tartozó nem.

## Tudnivalók
A Chilgatheriumok az oligocén végén éltek, mintegy 27-28 millió évvel ezelőtt.
A nem fosszíliái csak az északnyugat-etiópiai Chilga körzeten belül kerültek elő. A Chilgatheriumok voltak a kapafogú őselefántok legkorábbi és legkezdetlegesebb képviselői. Egyelőre még csak fogkövületeket találtak, de ezek jellegzetességei alapján új nembe, sőt alcsaládba sorolták őket. Míg későbbi rokonai egy jókora mai elefánt méretét is elérték, a Chilgatherium körülbelül 2 méter magas és 1,5 tonna tömegű lehetett. Teljes fogazata nem ismert, így nem lehet tudni, hogy kifejlődött-e már nála is a családra jellemző lefelé forduló agyar. Zápfogai alapján lágy növényi részeket, leveleket, bokrokat evett, így mérete és táplálkozása alapján a tapírokhoz (Tapiridae) lehetett hasonló.
Eddig egyetlen faja ismert, a Chilgatherium harrisi Sanders, Kappelman, & Rasmussen, 2004.

### Fordítás
- Ez a szócikk részben vagy egészben  a   Chilgatherium című angol Wikipédia-szócikk ezen változatának fordításán alapul.  Az eredeti cikk szerkesztőit annak laptörténete sorolja fel. Ez a jelzés csupán a megfogalmazás eredetét és a szerzői jogokat jelzi, nem szolgál a cikkben szereplő információk forrásmegjelöléseként.